# Vitteaux
Vitteaux é uma comuna francesa na região administrativa da Borgonha-Franco-Condado, no departamento de Côte-d'Or. Estende-se por uma área de 20,86 km². Em 2010 a comuna tinha 1 091 habitantes (densidade: 52,3 hab./km²).